# Richard Nixon
Richard Milhous Nixon (ur. 9 stycznia 1913 w Yorba Linda, zm. 22 kwietnia 1994 w Nowym Jorku) – amerykański polityk z Partii Republikańskiej i prawnik, 37. prezydent Stanów Zjednoczonych (1969–1974). 
36. wiceprezydent Stanów Zjednoczonych (1953–1961), senator (1950–1953) i członek Izby Reprezentantów (1947–1950). Z powodu afery Watergate zrezygnował z urzędu prezydenta, jako jedyny w historii.

## Życiorys

### Dzieciństwo i młodość
Urodził się 9 stycznia 1913 roku w Yorba Linda w Kalifornii jako syn sadownika Francisa Nixona i jego żony Hannah Milhous. Pobierał nauki w lokalnych szkołach, a następnie w Whittier College, w pobliskim Whittier. Po jego ukończeniu wstąpił na Duke University, gdzie studiował nauki prawne. Prywatny uniwersytet był poza zasięgiem finansowym rodziny Nixonów, lecz przyszły prezydent otrzymywał stypendium naukowe, które pozwoliło mu kontynuować naukę. Gdy uzyskał dyplom, rozpoczął prowadzenie prywatnej praktyki w Whittier.
W momencie ataku na Pearl Harbor Nixon pracował w Biurze Kontroli Cen w Waszyngtonie, lecz po przystąpieniu Stanów Zjednoczonych do II wojny światowej postanowił wstąpić do Marynarki Wojennej. Przeszedł szkolenie w Ottumwie, otrzymał stopień porucznika i został skierowany na południowy Pacyfik. Będąc oficerem lotnictwa, nie brał udziału w bombardowaniach i bezpośrednich starciach. Pod koniec 1944 roku został zdemobilizowany i wrócił do kraju.

### Kongresmen
Zaraz po II wojnie światowej rozpoczął swoją działalność polityczną, angażując się w działalność Partii Republikańskiej. W 1946 roku wystartował w wyborach do Izby Reprezentantów i zdobył mandat. Został członkiem Komisji ds. Działalności Antyamerykańskiej (House Un-American Activities Committee), w której wykazywał postawę antykomunistyczną i antyliberalną. W ramach działalności komisji wziął udział w skazaniu pracownika Departamentu Stanu, Algera Hissa, który został oskarżony o sympatie prokomunistyczne. W 1947 roku pomógł w obaleniu weta prezydenta Trumana wobec antyzwiązkowej ustawy Tafta–Hartleya.
W 1950 roku postanowił ubiegać się o mandat senatora. Jego konkurentką z Partii Demokratycznej była Helen Gahagan Douglas. Podobnie jak w wyborach do Izby Reprezentantów, Nixon kłamliwie powiązał swoją konkurentkę z lewicowym kongresmenem, Vitem Marcantoniem. Mimo zwycięstwa w wyborach nie zapewnił sobie popularności – jego kontrowersyjne działania spowodowały, że nadano mu pseudonim „Cwany Dick” (Tricky Dick).
Gdy odbywały się wybory prezydenckie w 1952 roku, Nixon był jednym z delegatów kalifornijskich. Dzięki uchwaleniu rezolucji o uczciwych zasadach gry, nominację prezydencką z łatwością uzyskał Dwight Eisenhower. Bossowie republikańscy uznali, że Nixon, z twardymi poglądami antykomunistycznymi, będzie odpowiednim kandydatem na wiceprezydenta. W trakcie kampanii ostro atakował kandydata demokratów, Adlaia Stevensona, oskarżając go o appeasement wobec Związku Radzieckiego. Jesienią 1952 roku wyszło na jaw, że Nixon miał otrzymywać 900 dolarów miesięcznie z tajnego funduszu, finansowanego przez 76 konserwatywnych biznesmenów kalifornijskich. Gdy ujawniono aferę, kandydat na wiceprezydenta otrzymał łącznie nieco ponad 18 tysięcy dolarów. W orędziu do narodu, 23 września wyjaśniał, że pieniądze te są przeznaczane na koszty utrzymania biura i sekretariatu. Twierdził, że jedynym otrzymanym prezentem był pies Checkers, dla jego córki. Zaznaczył dodatkowo, że bez względu na opinie, psa nie odda, wskutek czego przemówienie nazwano „przemówieniem Checkersa”. Mimo winy Nixonowi udało się zatrzeć złe wrażenie i wzbudzić współczucie części wyborców. Duet republikański bez trudu wygrał wybory powszechne i w Kolegium Elektorów, w efekcie czego 20 stycznia 1953 roku Nixon został zaprzysiężony na wiceprezydenta.

### Wiceprezydentura

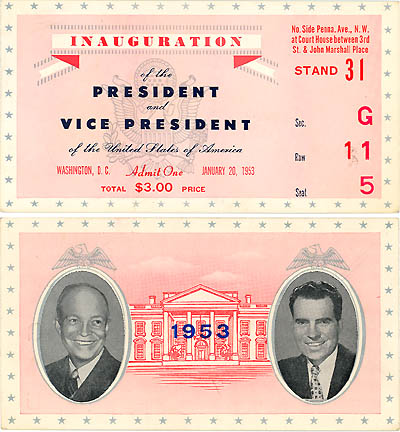
Bilet na inaugurację prezydentury Eisenhowera i wiceprezydentury Nixona

Prezydent Eisenhower często delegował swoich podwładnych do wykonywania zadań, sam natomiast funkcjonował jak szef sztabu. Nixona mianował przewodniczącym Prezydenckiej Komisji ds. Kontraktów Rządowych oraz Rządowej Komisji ds. Stabilizacji Cen i Wzrostu Gospodarczego. Zadaniem komisji była kontrola firm korzystających z kontraktów rządowych pod względem segregacji rasowej. Ponadto Nixon zastępował Eisenhowera, kiedy ten przebywał w szpitalach w 1955, 1956 i 1957 roku. Prowadził posiedzenia gabinetu i Krajowej Rady Bezpieczeństwa, jednak ograniczał się tylko do przewodnictwa, w kwestiach merytorycznych ustępując pola doradcom prezydenta. Dzięki wypracowanemu modelowi współpracy Eisenhowera i Nixona, ustalono pewien konwenans sukcesji prezydenckiej i kompetencji wiceprezydenta w razie trwałej lub tymczasowej niezdolności do sprawowania najwyższego urzędu w państwie. Model ten był stosowany także przez następne administracje do czasu uchwalenia XXV poprawki do Konstytucji.
W dniach 2–5 sierpnia 1959 roku Nixon, jako pierwszy urzędujący wiceprezydent Stanów Zjednoczonych, przebywał z oficjalną wizytą w Polsce.
Wybory prezydenckie w 1960 roku stworzyły Nixonowi szansę do objęcia najwyższego urzędu w państwie. Partia Republikańska udzieliła mu poparcia, natomiast jego głównym rywalem został demokrata – John F. Kennedy. Przegrał wybory stosunkiem 303:219 głosów elektorskich, natomiast w głosowaniu powszechnym uzyskał niecałe 120 tysięcy głosów mniej od kandydata Partii Demokratycznej. Nixon twierdził, że przegrał wybory w wyniku debat telewizyjnych, w których wypadł gorzej ze względu na zły makijaż.

### Lata 1960–1968
Po przegranych wyborach powrócił do Kalifornii, gdzie w 1962 roku postanowił ubiegać się o stanowisko gubernatora. Politycy demokratów ujawnili wówczas niedozwolone posunięcia, które Nixon stosował w przeszłości, i skierowali sprawę do sądu. Sąd zakazał takich praktyk, a przyszły prezydent przegrał wybory z Patem Brownem. Zapowiedział wówczas wycofanie się z polityki.
Jeszcze w 1962 roku przeniósł się do Nowego Jorku, gdzie pracował w dużej firmie prawniczej. Cztery lata później aktywnie włączył się w kampanię republikanów przed wyborami do Kongresu. Gdy odbywały się wybory prezydenckie w 1968 roku, do nominacji pretendowali Nixon, George W. Romney, Nelson Rockefeller i Ronald Reagan. W czasie kampanii wyborczej zawarł porozumienie z konserwatywnym senatorem Stromem Thurmondem, któremu obiecał nominacje południowców do Sądu Najwyższego i sądów federalnych. Ponadto zobowiązał się mianować wiceprezydentem polityka akceptowalnego przez stany południowe. Ostatecznie został nim gubernator Marylandu, Spiro Agnew. Kandydatem demokratów był dotychczasowy wiceprezydent Hubert Humphrey, a George Wallace wystartował jako kandydat niezależny. Nixon uzyskał 31,7 miliona głosów, wobec 30,8 miliona dla Humphreya i 9,4 miliona dla Wallace’a. W Kolegium Elektorów na republikanina zagłosowało 301 elektorów, na demokratę 191, a na kandydata niezależnego 46. Nixon został zaprzysiężony 20 stycznia 1969 roku.

### Prezydentura

#### Pierwsza kadencja

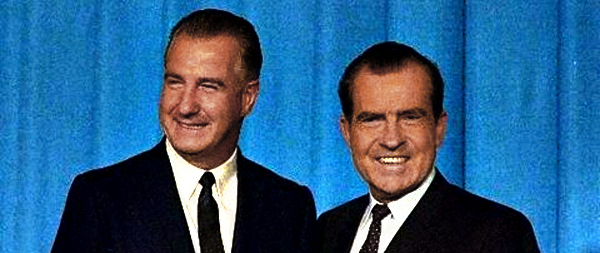
Nixon i Spiro Agnew

Realizując obietnice składane wyborcom z Południa, Nixon skrytykował program „Wielkiego Społeczeństwa” Lyndona Johnsona i opowiadał się za segregacją rasową. Ze względu na zamieszki, zmuszony był oświadczyć, że uprzedzenia rasowe muszą być zakazane. Mimo to stanowczo sprzeciwił się busingowi, czyli obowiązkowemu przewożeniu do szkół dzieci czarnoskórych i białych w ramach desegregacji. Z jego inicjatywy Kongres wycofał środki federalne na tę działalność. W 1970 roku prezydent przeforsował poprawkę do ustawy o prawach wyborczych z 1965 roku, faworyzując wyborców z Południa.
Usiłując walczyć z narastającą przestępczością, prezydent zaproponował ustawy o kontroli przestępczości i bezpieczeństwa na ulicach oraz ustawę o kontroli przestępczości zorganizowanej. Niektóre klauzule tych ustaw umożliwiały zakładanie podsłuchów i prewencyjne aresztowania, co było zwalczane przez stronnictwa liberalne. Uchwalenie nowego prawa przyniosło skutek odwrotny do zamierzonego – przestępczość wzrosła. W walce z ubóstwem Nixon zaproponował program „Nowego Federalizmu”, przeznaczając środki federalne na zasiłki dla osób starszych, inwalidów, rozszerzając program kuponów żywnościowych dla najbiedniejszych i przekazując część obowiązków społecznych administracji centralnej władzom stanowym (na co przeznaczono 30 miliardów dolarów na okres 5 lat).
Administracja Nixona objęła władzę w czasie wojny wietnamskiej, mającej walny wpływ na gospodarkę. Największy problem stanowiła inflacja, rzędu 6–7%. Aby temu przeciwdziałać, prezydent zaproponował nową ustawę podatkową, zakładającą ulgi dla ubogich i całkowite zwolnienie z podatku dla najbiedniejszych. Nie przyniosło to jednak oczekiwanych rezultatów – inflacja nie spadała, bezrobocie rosło, a rezerwy złota topniały i pozycja dolara słabła. Zebrana w sierpniu 1971 roku w Camp David rada złożona z ekonomistów i doradców gospodarczych opracowała program zwany nixonomiką. Głównymi założeniami tej polityki było wycofanie pokrycia w złocie dla dolara, czego skutkiem była 8% dewaluacja waluty w stosunku do walut innych krajów kapitalistycznych i wzrost eksportu. Ponadto, w celu zmniejszenia popytu, prezydent ogłosił nałożenie 10% podatku na towary importowane. Dodatkowo Nixon wprowadził ulgi dla biznesmenów i na 90 dni zamroził płace i ceny, w celu zatrzymania wzrastającej inflacji. Odniosło to zamierzony skutek, ale silne lobby biznesowe zmusiło administrację centralną do wycofania się z tego pomysłu. Wskutek tego inflacja ponownie wzrosła, a rząd federalny nie miał pomysłu na systemowe rozwiązanie tego problemu. W 1972 roku bez zatrudnienia było o dwa miliony więcej osób niż trzy lata wcześniej. Zadłużenie przewidziane w budżecie także zwiększyło się do 25,2 miliarda dolarów.

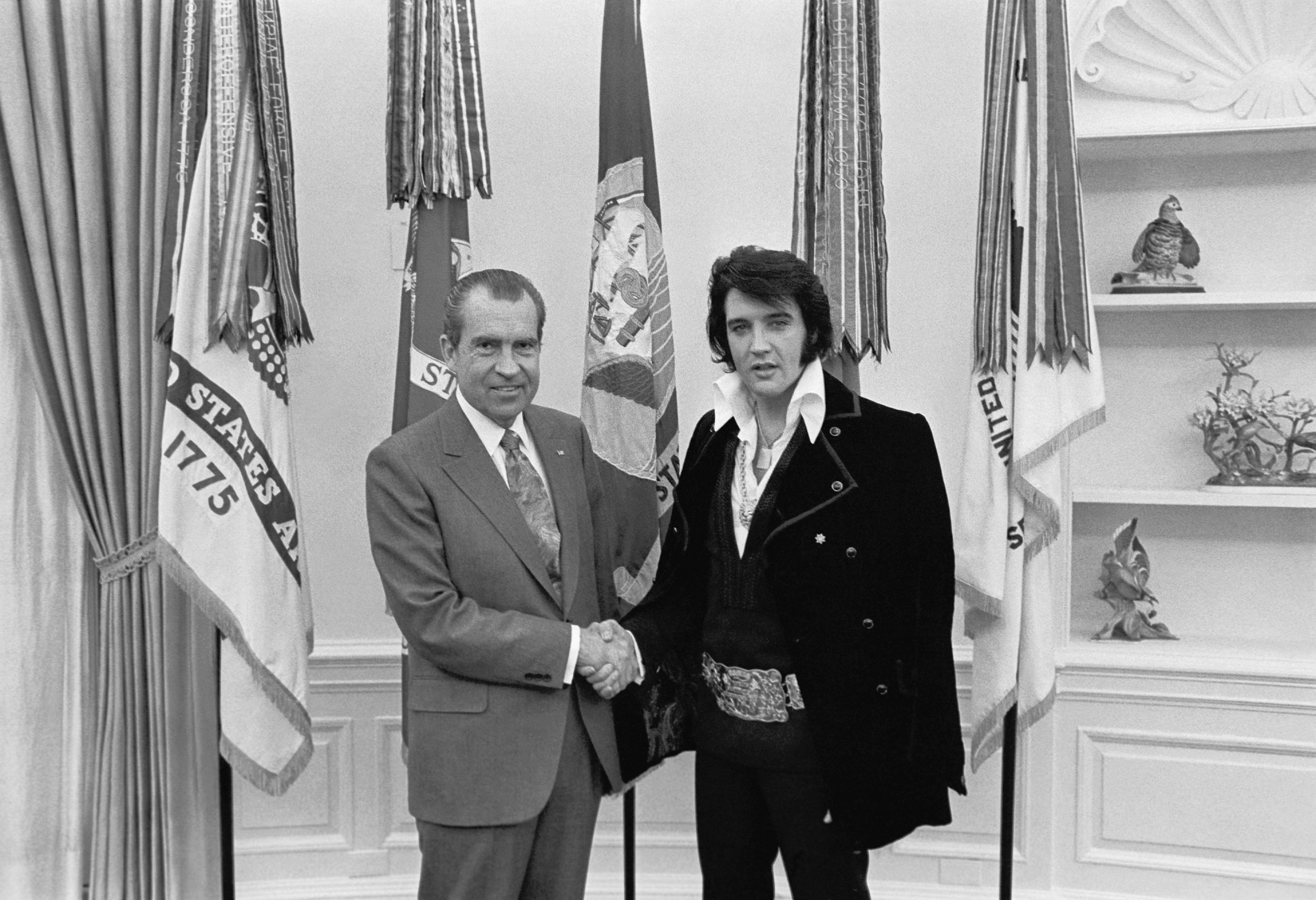
Nixon z Elvisem Presleyem w Białym Domu, 1970

Najważniejszą kwestią z dziedziny polityki zagranicznej było zakończenie wojny wietnamskiej, przeciw której ostro protestowano w społeczeństwie amerykańskim. Jeszcze przed wyborami w 1968 roku Nixon oświadczył, że ma plan zakończenia działań wojennych, jednak nie może go upublicznić, gdyż osłabi to pozycję USA przed rokowaniami w Paryżu. Chcąc zapobiec kolejnym ofiarom wojennym, doradca ds. bezpieczeństwa narodowego Henry Kissinger i szef Pentagonu, Melvin Laird opracowali formułę „wietnamizacji wojny”. Polegała ona na stopniowym wycofywaniu sił zbrojnych USA z frontu i ustąpienie miejsca wojskom Wietnamu Południowego. Zakładano także „szaleńczy wariant”, według którego Stany Zjednoczone miały dokonać intensywnego zbombardowania Wietnamu Północnego, by w Paryżu wymusić uległość tamtejszych władz. Wariant ten zaczęto realizować w 1970 roku, kiedy to Nixon nakazał bombardowania Hanoi i Hajfongu. Rok wcześniej, w tajemnicy przed władzą ustawodawczą i suwerenem, wydał także polecenie bombardowania Kambodży. Równolegle z działaniami w Wietnamie wojska amerykańskie prowadziły operacje w Kambodży i Laosie, co doprowadziło do zaostrzenia manifestacji antywojennych w Stanach Zjednoczonych. Jednocześnie od 1970 roku toczyły się rozmowy pokojowe w Paryżu, które jednak przeciągały się z uwagi na brak możliwości porozumienia. Jesienią 1971 roku władze amerykańskie zerwały pertraktacje, które udało się wznowić dopiero w lipcu 1972 roku. W październiku Henry Kissinger ogłosił, że zawarcie pokoju jest blisko, jednak mimo to Nixon kontynuował bombardowanie Demokratycznej Republiki Wietnamu, zapewniając Nguyễna Văn Thiệu o poparciu dla Republiki Wietnamu. 27 stycznia 1973 roku strony konfliktu podpisały w Paryżu porozumienie o zakończeniu udziału USA w wojnie i o wymianie jeńców. W ciągu 11 lat trwania konfliktu zginęło ponad 50 tysięcy żołnierzy amerykańskich i kilka milionów obywateli krajów Azji Południowo-Wschodniej. W wyniku działań Nixona Kongres uchwalił War Powers Act, ograniczający władzę zwierzchnika sił zbrojnych w zakresie wysyłania wojsk za granicę.
Pomimo swoich ostrych poglądów antykomunistycznych, usiłował doprowadzić do odprężenia w stosunkach amerykańsko-radzieckich. Rozmowy z I sekretarzem KPZR Leonidem Breżniewem w sprawie kontroli zbrojeń rozpoczęto w listopadzie 1969 roku. Zakończyły się one podpisaniem Strategic Arms Limitation Treaty – układu o ograniczeniu systemów obrony przeciwrakietowej. Dodatkowo podpisano porozumienia dotyczące oświaty, ochrony zdrowia i handlu. Jednym z najważniejszych dokumentów był: „Podstawy stosunków wzajemnych między Związkiem Socjalistycznych Republik Radzieckich a Stanami Zjednoczonymi Ameryki”, w którym oba kraje zobowiązały się do pokojowego współistnienia w dobie świata nuklearnego.
Już w czasach poprzednich administracji, dochodziło do spotkań ambasadorów Stanów Zjednoczonych i Chińskiej Republiki Ludowej, które odbywały się w pałacu Myślewickim w Warszawie. Nixon chciał ocieplenia relacji amerykańsko-chińskich, dlatego w 1971 roku wysłał do Kraju Środka drużynę pingpongową, która spotkała się z premierem Zhou Enlaiem. Następnie do Stanów Zjednoczonych przyleciała drużyna chińskich tenisistów stołowych. W tym samym roku prezydent sprzeciwił się uznaniu ChRL jako członka ONZ, w miejsce Republiki Chińskiej, jednak jego sprzeciw oddalono. W lutym 1972 roku udał się z wizytą do Pekinu, gdzie spotkał się ze Zhou Enlaiem i Mao Zedongiem. Mimo podpisania komunikatu szanghajskiego (m.in. o nieuznawaniu Tajwanu) oba kraje nie nawiązały stosunków dyplomatycznych.
W wyborach prezydenckich w 1972 roku Nixon ponownie uzyskał nominację Partii Republikańskiej. Jego demokratycznym kontrkandydatem był George McGovern. W głosowaniu powszechnym urzędujący prezydent uzyskał 60,7%, a w 538-osobowym Kolegium Elektorów 520 głosów.

#### Druga kadencja

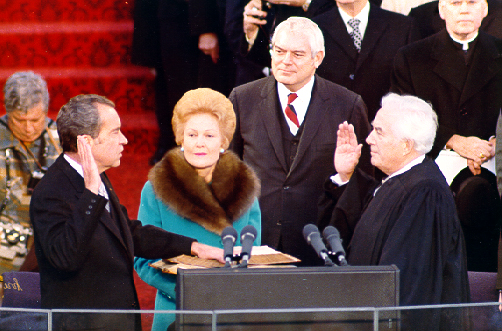
Inauguracja drugiej kadencji Nixona w 1973

Równolegle do trwających wyborów prezydenckich Nixon usiłował rozwiązać problem na Bliskim Wschodzie. Już w 1969 roku spotkał się z premier Izraela, Goldą Meir, dyskutując o sytuacji w regionie. 6 października 1973 roku wybuchła wojna Jom Kipur, kiedy to Egipt i Syria dokonały agresji na Izrael. Prezydent Stanów Zjednoczonych postawił w stan gotowości wojska strategiczne, co mogło być odebrane jako groźba użycia broni jądrowej, co zostało stanowczo skrytykowane przez kraje sojusznicze. W czerwcu 1974 roku Nixon i sekretarz stanu Henry Kissinger udali się w podróż na Bliski Wschód, odwiedzając Egipt, Arabię Saudyjską, Syrię, Izrael i Jordanię. 12 czerwca wizytował w Kairze, gdzie spotkał się z prezydentem Anwarem as-Sadatem i podpisał układ o dostarczeniu Egiptowi reaktora atomowego (do celów pokojowych) i udzielenia zapomogi w wysokości 250 milionów dolarów. Gdy Nixon spotkał się z królem Arabii Fajsalem Al Su’udem, obiecał kontynuację dostaw sprzętu wojskowego. W rozmowie z premierem Izraela, Icchakiem Rabinem, prezydent obiecał dostawy reaktorów jądrowych, analogicznie do porozumienia z Egiptem. W Jordanii Nixon zapewnił króla Husajna ibn Talala o chęci jak najszybszego rozwiązania problemów na Bliskim Wschodzie. Działacze palestyńscy zarzucili amerykańskiemu prezydentowi zignorowanie ich stanowiska oraz propagandowy charakter wizyt, bez realnych szans na zmianę sytuacji.
W dniach od 31 maja do 1 czerwca 1972 Richard Nixon jako pierwszy w historii prezydent Stanów Zjednoczonych złożył oficjalną wizytę w Polsce, gdzie przybył na zaproszenie władz PRL.

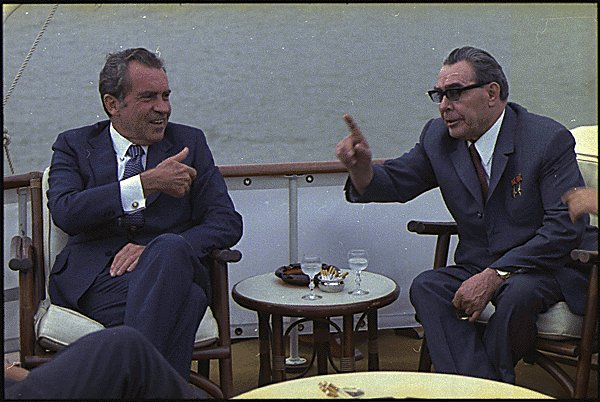
Nixon z Breżniewem, 1973

Druga kadencja Nixona obfitowała w skandale z udziałem głównych polityków administracji centralnej. Jeszcze w 1969 roku sztab Białego Domu opracował listę wrogów Nixona, na której znaleźli się politycy (między innymi senator Ted Kennedy i spiker Izby Reprezentantów, Carl Albert), a także naukowcy, aktorzy, dziennikarze. Na osobiste polecenie prezydenta Federalne Biuro Śledcze zakładało podsłuchy bez zgody sądu, a Federalny Urząd Podatkowy nadgorliwie kontrolował osoby uznane za wrogów administracji centralnej. W 1971 roku były pracownik Departamentu Obrony, Daniel Ellsberg, przekazał redakcji The New York Timesa dokumenty obciążające politykę rządu federalnego w sprawie działań w Wietnamie, zwane Pentagon Papers. Władza centralna powołała specjalną grupę dochodzeniową, pod przewodnictwem Egila Krogha i Davida Younga, których zadaniem było zdyskredytowanie Daniela Ellsberga oraz Edwarda Kennedy’ego. Grupa wynajęła tak zwanych hydraulików, którzy włamali się do gabinetu dra Lewisa Fieldinga, którego pacjentem był Daniel Ellsberg. Ostatecznie, decyzją Sądu Najwyższego, Pentagon Papers zostały upublicznione przez The New York Times.
Drugim poważnym skandalem w otoczeniu prezydenta było oskarżenie o łapownictwo wobec wiceprezydenta Spiro Agnew. W czasach, gdy pełnił on urząd gubernatora Marylandu, miał przyjmować korzyści majątkowe od firm, którym ułatwiał zawarcie rządowych kontraktów. Nixon osobiście stanął w obronie swojego zastępcy. Wobec niepodważalnych dowodów winy Agnew postanowił pójść na układ z biurem prokuratora i ustąpić ze stanowiska w zamian za niższą karę. 9 października 1973 roku złożył rezygnację, a po kilku miesiącach został skazany na grzywnę w wysokości 10 tysięcy dolarów. Następcą Agnew na stanowisku wiceprezydenta został Gerald Ford.
Jednak najbardziej obciążająca dla prezydenta okazała się afera Watergate. W celu zdyskredytowania swoich najgroźniejszych kandydatów z Partii Demokratycznej: George’a McGoverna i Edmunda Muskiego, administracja Nixona wynajęła pięć osób, które włamywały się do siedziby demokratów w kompleksie Watergate w Waszyngtonie. Ludzie ci podrobili dokumenty, część innych wykradli, a także wysyłali fałszywą korespondencję i założyli podsłuchy. Działania grupy rozpoczęły się jesienią 1971 roku i odbywały się za wiedzą i aprobatą prokuratora generalnego Johna Mitchella, szefa personelu Białego Domu Harry’ego Haldemana oraz doradcy prezydenta, Johna Deana. 17 czerwca 1972 roku grupa włamała się, by wymienić aparat podsłuchowy i została złapana. Prezydent, na prośbę swoich doradców, zalecił by Centralna Agencja Wywiadowcza zatuszowała sprawę, tłumacząc to względami bezpieczeństwa narodowego. Uczestnikom wręczono łapówki w zamian za milczenie. Demokraci usiłowali wykorzystać aferę Watergate w kampanii wyborczej w 1972 roku, jednak bezskutecznie.
Rok później sprawcy zostali postawieni przed sądem, a 23 marca 1973 roku John Dean wyjawił Departamentowi Sprawiedliwości powiązania włamywaczy z prezydentem. Wobec tego Nixon zdymisjonował Deana, Mitchella i Haldemana, samemu nie przyznając się do winy, i poprosił nowego prokuratora generalnego, Elliota Richardsona, aby wyznaczył specjalnego prokuratora do zbadania afery (został nim Archibald Cox). W maju Dean zeznał przed Komisją Senacką, że Nixon nagrywał wszystkie rozmowy w Gabinecie Owalnym i nagrania te są dowodem, że wiedział o działaniach włamywaczy. Prokurator Cox zażądał dostępu do nagrań, jednak prezydent odmówił i nakazał Richardsonowi zdymisjonować Coxa. Prokurator generalny odmówił i sam podał się do dymisji. Nixon zwrócił się wobec tego do jego zastępcy, Williama Ruckelshausa, który także odmówił i stracił stanowisko (masakra sobotniej nocy). Wobec tego Nixon powołał Roberta Borka na pełniącego obowiązki prokuratora generalnego i kazał mu zwolnić Coxa. Bork wykonał polecenie 20 października 1973 roku, ale sąd federalny uchylił to zarządzenie. Mimo to do sprawy Watergate wyznaczono nowego prokuratora, Leona Jaworskiego. W marcu 1974 roku sąd skazał zdymisjonowanych doradców prezydenta, a miesiąc później Jaworski, wspólnie z Komisją Sprawiedliwości Izby Reprezentantów ponownie zażądał wydania taśm z Białego Domu i przygotowywał wniosek o impeachment. Nixon wydał część nagrań, jednak sędzia federalny John Sirica nakazał przekazanie wszystkich. Prezydent odmówił, wobec czego Jaworski odwołał się do Sądu Najwyższego.
Od maja do lipca 1974 roku Komisja Sprawiedliwości rozpatrywała, czy postawić Nixona w stan oskarżenia. Dzięki wielu głosom republikańskim Komisja wniosła o oskarżenie Nixona w związku z włamaniem i jego tuszowaniem przy użyciu organów federalnych (FBI, CIA i IRS) oraz o łapownictwo, składanie fałszywych zeznań, naruszenie Konstytucji w celu obrony własnych interesów oraz odmowę wykonania poleceń sądu. Ponadto 24 lipca Sąd Najwyższy przychylił się do prośby Jaworskiego i nakazał prezydentowi wydanie wszystkich taśm, co Nixon zrobił. Aby uniknąć oskarżenia przed Izbą Reprezentantów i potem procesu w Senacie, prezydent postanowił ustąpić z urzędu. 8 sierpnia 1974 roku wygłosił orędzie do narodu, w którym przyznał się do niewłaściwych osądów i stwierdził, że ustąpi ze stanowiska, gdyż stracił poparcie w Kongresie, pomijając milczeniem ewentualny proces. Następnego dnia złożył dymisję na ręce sekretarza stanu.

### Emerytura i śmierć

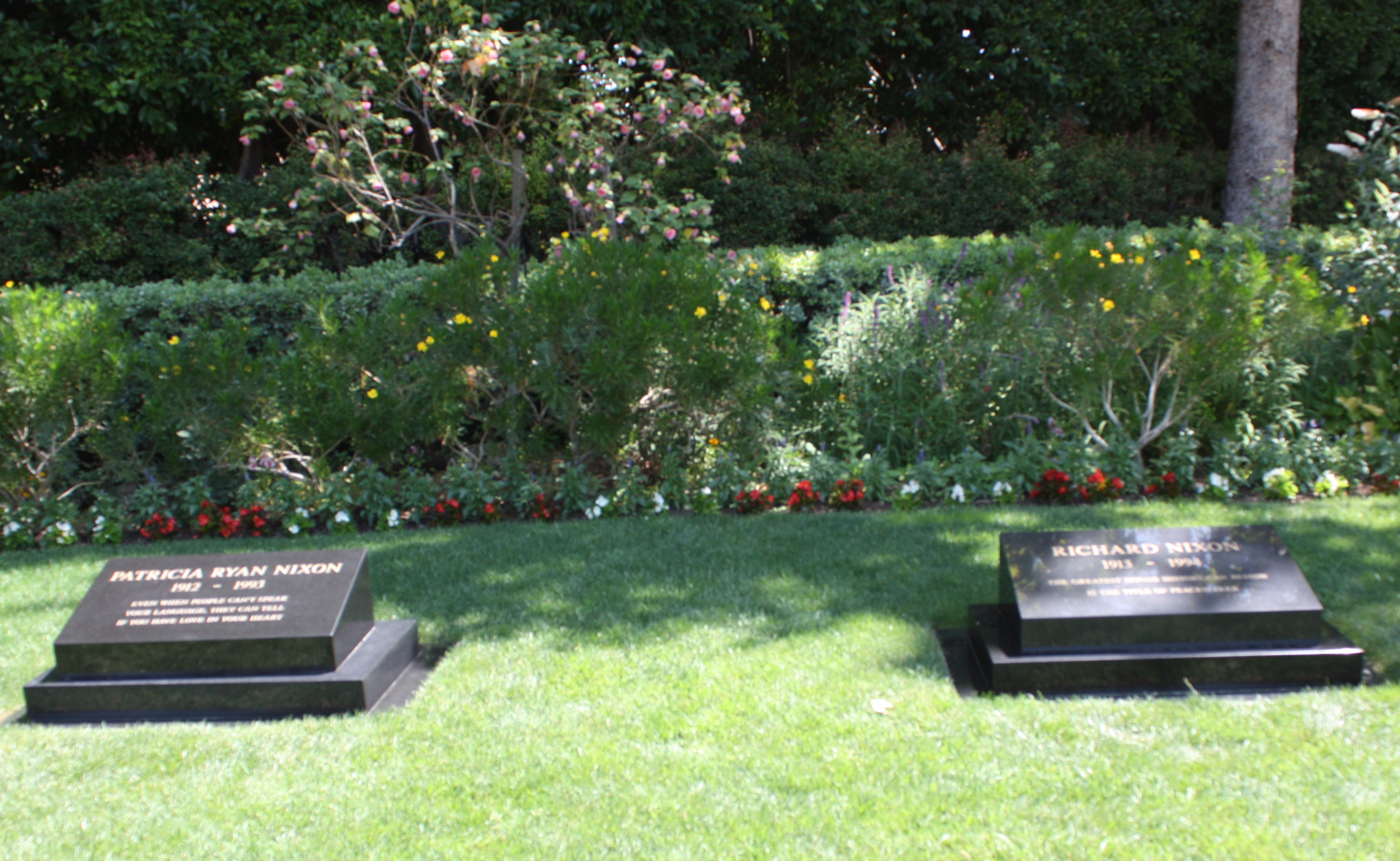
Groby Richarda i Pat Nixonów w Yorba Linda

Po opuszczeniu Białego Domu Nixon przeniósł się do San Clemente. Poddał się tam leczeniu szpitalnemu, by uniknąć składania kolejnych zeznań w sprawie afery Watergate. 8 września 1974 roku prezydent Gerald Ford udzielił nadzwyczajnego aktu łaski wobec Nixona, co uniemożliwiło postawienie go przed sądem. Były prezydent musiał jednak zapłacić prawie 500 tysięcy zaległych podatków.
8 lipca 1976 roku Sąd Najwyższy stanu Nowy Jork pozbawił go możliwości wykonywania zawodu prawnika, uznając go winnym naruszenia prawa i etyki zawodowej. Wiosną 1985 roku zrezygnował z ochrony Secret Service, jaka przysługuje byłym prezydentom. W latach 80. skupił się na podróżach zagranicznych, gdyż polityka międzynarodowa zawsze bardziej go interesowała. W lipcu 1986 roku udał się do Moskwy, gdzie spotkał się z ambasadorem ZSRR w Stanach Zjednoczonych, Anatolijem Dobryninem. Trzy lata później udał się do Pekinu, gdzie spotkał się z premierem Li Pengiem. W marcu 1991 roku ponownie odwiedził Związek Radziecki, gdzie spotkał się z Michaiłem Gorbaczowem i Borysem Jelcynem. Rok później zaapelował do prezydenta George’a Busha o udzielenie pomocy Rosji i krajom na wschodzie Europy, na wzór powojennego planu Marshalla.
Przebywając w Park Ridge, 18 kwietnia 1994 roku Nixon doznał udaru mózgu, w wyniku czego został częściowo sparaliżowany i stracił mowę. Zmarł cztery dni później w szpitalu w Nowym Jorku, w otoczeniu córek i wieloletniego przyjaciela, pastora Billy’ego Grahama.

## Życie prywatne
21 czerwca 1940 roku poślubił Thelmę Ryan. Para miała dwie córki: Tricię (ur. 21 lutego 1946) i Julie (ur. 5 lipca 1948). Nixon był kwakrem.

## Nixon w kulturze popularnej
Richard Nixon pojawiał się, jako postać pierwszoplanowa lub epizodyczna, w wielu utworach, między innymi w:
- Wszyscy ludzie prezydenta (1976) – film przedstawiający kulisy afery Watergate.
- Zabić prezydenta (film).
- Forrest Gump (powieść), Forrest Gump (film).
- Doktor Who – występuje w odcinkach „Niemożliwy Astronauta” oraz „Lądowanie na Księżycu” (ang. The Impossible Astronaut, The Day of the Moon).
- Simpsonowie.
- Kamerdyner.
- Futurama – w odc. 16. jest jednym z eksponatów Muzeum Głów. Próbuje zostać prezydentem Ziemi.
- Czwarta Władza.
- The Love of Richard Nixon – znany utwór brytyjskiego zespołu Manic Street Preachers, jeden z nielicznych produktów kultury, w którym autorzy przedstawiają Nixona jako niesłusznie ocenionego przez historię.
- Nixon (1995) – film Olivera Stone’a przedstawiający życiorys Richarda Nixona (w tej roli Anthony Hopkins).
- Frost/Nixon – film Rona Howarda z 2008 o kulisach wywiadu telewizyjnego udzielonego brytyjskiemu dziennikarzowi.
- Strażnicy – komiks, w którym (głównie za sprawą działalności współpracujących z rządem superbohaterów) nie tylko nie został usunięty ze stanowiska w związku z aferą Watergate, ale również sprawuje władzę przez kilka kadencji z rzędu.
- Nixon (ukryty pod pseudonimem Trick E. Dixon) jest centralną postacią wydanej w 1971 powieści Philipa Rotha Nasza klika (ang. Our Gang), utrzymanej w konwencji satyry politycznej.
- Jego były doradca, John Ehrlichman, napisał i wydał w 1976 książkę pt. Waszyngton za zamkniętymi drzwiami, przedstawiającą fikcyjne wydarzenia, w której pierwowzorem prezydenta Richarda Moncktona był Nixon.
- Nixon został wspomniany w tekście piosenki Billy’ego Joela We Didn’t Start the Fire.
- Postać Nixona pojawia się w filmie The Nice Guys („Równi goście”), w reżyserii Shane’a Blacka, gdzie jest zwiastunem śmierci.
- Nixon pojawia się w 10. sezonie serialu American horror story (odcinki 7–10)[38].